# ダゲスタン自治ソビエト社会主義共和国

ダゲスタン自治ソビエト社会主義共和国
Дагестанская Автономная Советская Социалистическая Республика

ダゲスタン自治ソビエト社会主義共和国（ダゲスタンじちソビエトしゃかいしゅぎきょうわこく、ロシア語: Дагестанская Автономная Советская Социалистическая Республика）またはダゲスタンASSRは、ロシア・ソビエト連邦社会主義共和国の自治共和国。
ダゲスタンは山岳地帯を意味するが、また、山岳の人々も意味している。30の民族や人種が専従している。汎トルコ的、汎イスラム的な運動をやめさせる計画の一部として現地語が奨励され、6つの民族にソビエト史の中で母国語の教育が提供された。ロシア語は第二言語としてもっとも広範に広がり、次第に共通語になっていった。この傾向は特に都会で顕著であった。

## 歴史

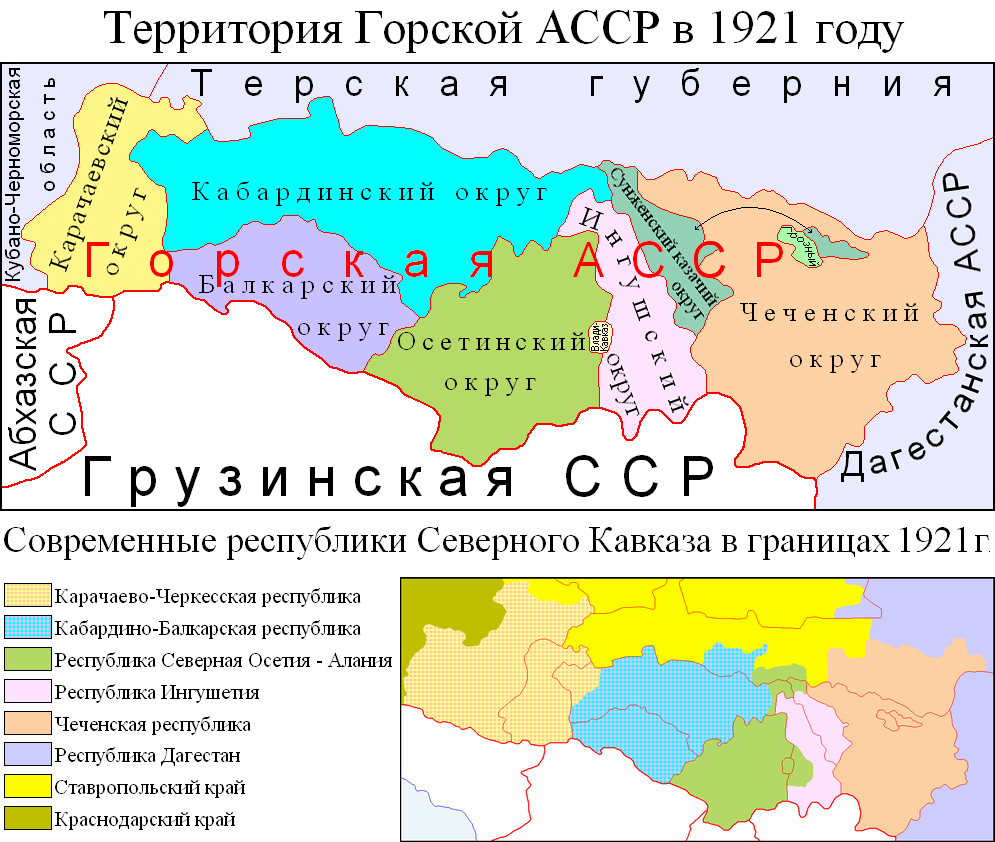
1921年ごろと現在の比較

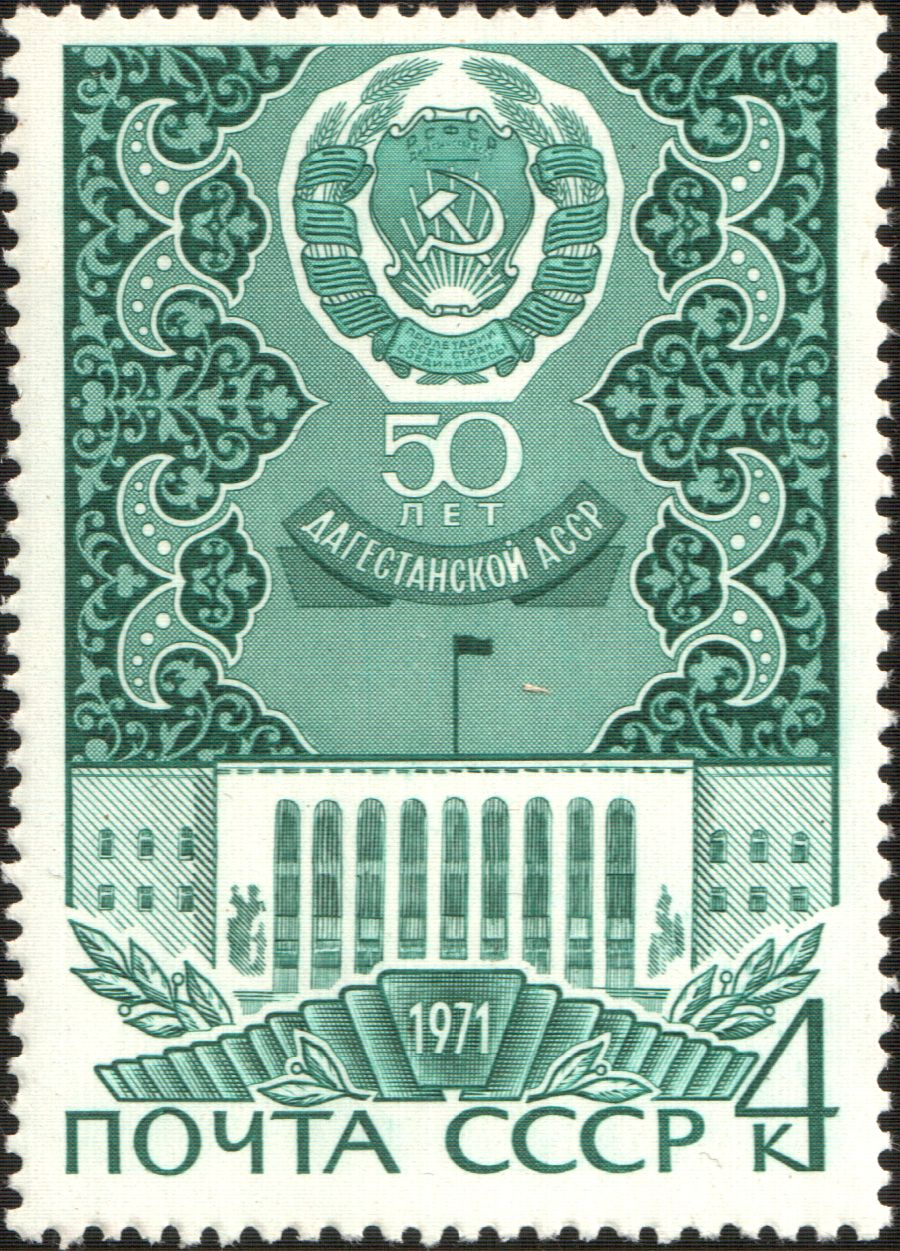
ダゲスタンASSR設置50周年を記念してソビエト連邦で発行された切手（1971年発行）

北カフカース山岳共和国を赤軍が占領した後、同地に再びソビエトの自治共和国が置かれることとなり1921年1月20日にダゲスタン自治社会主義ソビエト共和国が誕生した。領域はテレク川南岸のコーカサス東部であった。国名は1936年12月5日付けでダゲスタン自治ソビエト社会主義共和国に改称された。
1938年2月22日にオルジョニキーゼ地方にキズリャル地区を設置された。チェチェン・イングーシASSRが廃止された後にはその領土の一部を編入し、残りの部分はグロズヌイ地方となった。その後、チェチェン・イングーシが再設されると再び領土が戻され、キズリャルを含む廃止になったグロズヌイ地方の北部を与えられて現在の形になった。
都市人口は782,000、農村人口は986,000人だった。1965年にレーニン勲章を1971年に十月革命勲章を、1972年に民族友好勲章をそれぞれ受賞している。
1991年5月、ダゲスタンASSRはソビエト・ロシアの中のダゲスタンSSRに一時的に格上げされ、その後現在のダゲスタン共和国に変化した。

## 住民

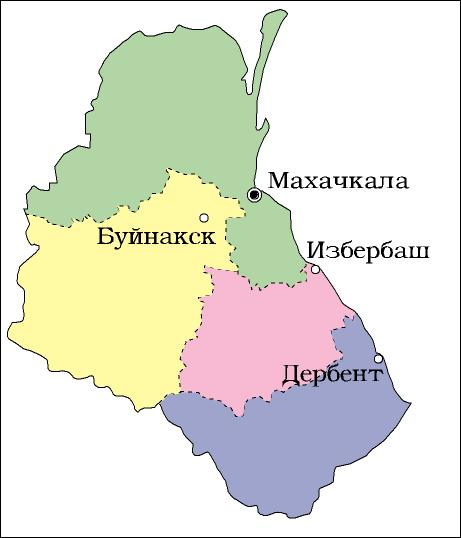
1953年のダゲスタン図

| 年     | 人口      |
| ------ | --------- |
| 1926年 | 788 098   |
| 1939年 | 930 416   |
| 1959年 | 1 062 472 |
| 1970年 | 1 428 540 |
| 1979年 | 1 627 884 |
| 1989年 | 1 802 579 |

### 民族構造
| 年     | ロシア人 | アヴァール人 | ダルギン人 | クミク人 | ラク人 | レズギ人 | ノガイ族 | タバサラン人 | タート人 山岳ユダヤ人 | チェチェン人 |
| ------ | -------- | ------------ | ---------- | -------- | ------ | -------- | -------- | ------------ | --------------------- | ------------ |
| 1926年 | 12.5%    | 17.7%        | 13.9%      | 11.2%    | 5.1%   | 11.5%    | 3.3%     | 4.0%         | 1.5%                  | 2.8%         |
| 1939年 | 14.3%    | 24.8%        | 16.2%      | 10.8%    | 5.6%   | 10.4%    | 0.5%     | 3.6%         | ?                     | 2.8%         |
| 1959年 | 20.1%    | 22.5%        | 13.9%      | 11.4%    | 5.0%   | 10.2%    | 1.4%     | 3.2%         | 1.6%                  | 1.2%         |
| 1970年 | 14.7%    | 24.4%        | 14.5%      | 11.8%    | 5.0%   | 11.4%    | 1.5%     | 3.7%         | 1.3%                  | 2.8%         |
| 1989年 | 9.2%     | 27.5%        | 15.6%      | 12.9%    | 5.1%   | 11.3%    | 1.6%     | 4.3%         | 0.9%                  | 3.2%         |

## その他
小惑星2297ダゲスタンは1978年にソビエトの天文学者 Nikolai Stepanovich Chernykhに発見され、このASSRに基づいて名づけられた。